# Comitato Olimpico Internazionale
Il Comitato Olimpico Internazionale (in francese Comité International Olympique, abbreviato CIO; in inglese International Olympic Committee, IOC) è un'organizzazione non governativa creata da Pierre de Coubertin nel 1894 per far rinascere i Giochi olimpici della Grecia antica attraverso un evento sportivo quadriennale dove gli atleti di tutti i paesi potessero competere fra loro. Dal 25 giugno 2025 è presieduto da Kirsty Coventry, ex nuotatrice zimbabwese, prima donna e prima persona proveniente dal continente africano a ricoprire la carica, eletta nella 144ª sessione del CIO svoltasi il 20 marzo 2025 in Grecia. È il massimo organismo sportivo mondiale.

## Storia
Il C.I.O. fu fondato il 23 giugno 1894 a Parigi, con l'incarico di organizzare i primi Giochi Olimpici dell'era moderna. La presidenza fu affidata al greco Dīmītrios Vikelas. La fondazione del CIO era l'atto conclusivo di un congresso presso l'Università Sorbona, nella quale Parravicini aveva presentato al pubblico la sua idea di utilizzare lo sport come strumento per promuovere la pace e la comprensione tra i popoli. Propose di organizzare di nuovo i Giochi Olimpici, come nell'Antica Grecia, dove i giovani di tutto il mondo avrebbero potuto confrontarsi in una competizione sportiva leale, piuttosto che in guerra. Il congresso accolse con entusiasmo la proposta di De Coubertin e stabilì che la I Olimpiade moderna si sarebbe svolta nel 1896 ad Atene, in Grecia, l'antica patria dei Giochi.
Il 20 ottobre 2009 gli è stato riconosciuto lo status di osservatore dell'Assemblea generale delle Nazioni Unite.

### Membri originari del Comitato Olimpico Internazionale
| Membro                                | Nazione                | Dal  | Al   | Note                                                    |
| ------------------------------------- | ---------------------- | ---- | ---- | ------------------------------------------------------- |
| Mario Lucchesi-Palli                  | Italia                 | 1894 | 1894 |                                                         |
| Dīmītrios Vikelas                     | Grecia                 | 1894 | 1897 | Presidente (1894-1896)                                  |
| Arthur Russell, II barone di Ampthill | Regno Unito            | 1894 | 1898 |                                                         |
| Aleksej Dmitrievič Butovskij          | Impero russo           | 1894 | 1900 |                                                         |
| Leonard A. Cuff                       | Australia              | 1894 | 1905 |                                                         |
| Charles Herbert                       | Regno Unito            | 1894 | 1906 |                                                         |
| Jose Zubiaur                          | Argentina              | 1894 | 1907 |                                                         |
| Ferenc Kemény                         | Impero austro-ungarico | 1894 | 1907 |                                                         |
| Ernest Callot                         | Francia                | 1894 | 1913 | Tesoriere (1894-1895)                                   |
| Viktor Balck                          | Svezia                 | 1894 | 1921 |                                                         |
| William Milligan Sloane               | Stati Uniti d'America  | 1894 | 1924 |                                                         |
| Barone Pierre de Coubertin            | Francia                | 1894 | 1925 | Segretario generale (1894-1896), Presidente (1896-1925) |
| Jiří Stanislav Guth-Jarkovský         | Cecoslovacchia         | 1894 | 1943 |                                                         |

### Federazioni internazionali riconosciute dal CIO
Sono 72 le federazioni riconosciute dal CIO, così suddivise tra i vari organismi:
- Associazione delle federazioni degli sport olimpici estivi (ASOIF): 29 federazioni per gli sport ufficiali dei Giochi olimpici estivi
- Associazione delle federazioni degli sport olimpici invernali (AIOWF): 7 federazioni per gli sport ufficiali dei Giochi olimpici invernali
- Association of the IOC Recognised International Sports Federations (ARISF): 35 federazioni per gli sport ufficiali dei World Games (tutte membri anche dell'IWGA) e di altri sport che ambiscono ad entrare nel programma olimpico o che ne sono usciti.
- Global Association of International Sports Federations (GAISF): 1 (FIA)

Le suddette 67 federazioni internazionali sono tutte membri anche del GAISF unitamente alle altre federazioni in attesa di riconoscimento.

## Descrizione
Attualmente il CIO ha sede a Losanna, Svizzera, e vi aderiscono 205 comitati olimpici nazionali. È composto da 99 membri che si riuniscono almeno una volta all'anno. Il Comitato sceglie i propri membri per cooptazione ed elegge un presidente, che rimane in carica 8 anni. Il suo compito principale è quello di supervisionare l'organizzazione dei Giochi Olimpici. Riceve le candidature per l'organizzazione dei Giochi olimpici estivi e invernali, e procede all'assegnazione tramite votazione dei propri membri. Il CIO coordina i Comitati Olimpici Nazionali e altre organizzazioni collegate, che assieme formano il Movimento Olimpico.
I simboli olimpici, i cinque cerchi, la bandiera olimpica, il motto olimpico, il credo olimpico e l'inno olimpico appartengono al CIO. L'attività del CIO è finanziata dai proventi dei diritti radiotelevisivi sulle Olimpiadi (che sono la trasmissione più seguita al mondo, dal 2008 gestita in proprio mediante la controllata Olympic Broadcasting Services), dagli accordi di sponsorizzazione con le maggiori multinazionali e dai diritti di sfruttamento dei loghi olimpici. Meno del 10% delle risorse recepite viene destinata per il mantenimento della struttura amministrativa e organizzativa.

### Consiglio esecutivo
| Ruolo              | Nome                       | Nazionalità |
| ------------------ | -------------------------- | ----------- |
| Presidente         | Thomas Bach                | Germania    |
| Vice-Presidenti    | Ng Ser Miang               | Singapore   |
| Vice-Presidenti    | Anita DeFrantz             | Stati Uniti |
| Vice-Presidenti    | John Coates                | Australia   |
| Vice-Presidenti    | Yu Zaiqing                 | Cina        |
| Direttore generale | Christophe De Kepper       | Belgio      |
| I membri esecutivi | Robin E. Mitchell          | Figi        |
| I membri esecutivi | Nicole Hoevertsz           | Aruba       |
| I membri esecutivi | Denis Oswald               | Svizzera    |
| I membri esecutivi | Nenad Lalovic              | Serbia      |
| I membri esecutivi | Kirsty Coventry            | Zimbabwe    |
| I membri esecutivi | Ivo Ferriani               | Italia      |
| I membri esecutivi | Faysal bin al-Husayn       | Giordania   |
| I membri esecutivi | Nawal El Moutawakel        | Marocco     |
| I membri esecutivi | Mikaela Cojuangco Jaworski | Filippine   |
| I membri esecutivi | Gerardo Werthein           | Argentina   |

### Commissioni
| Commissione                                                                | Presidente                      | Nazionalità   |
| -------------------------------------------------------------------------- | ------------------------------- | ------------- |
| IOC Athletes' Commission                                                   | Emma Terho                      | Finlandia     |
| IOC Athletes' Entourage Commission                                         | Serhij Bubka                    | Ucraina       |
| IOC Audit Committee                                                        | Pierre-Olivier Beckers-Vieujant | Belgio        |
| IOC Communication Commission                                               | Anant Singh                     | Sudafrica     |
| IOC Future Host Winter Commission XXVI Giochi olimpici invernali           | Kolinda Grabar-Kitarović        | Croazia       |
| IOC Future Host Summer Commission V Giochi olimpici giovanili estivi (YOG) | Kolinda Grabar-Kitarović        | Croazia       |
| IOC Coordination Commission Brisbane 2032                                  | Kirsty Coventry                 | Zimbabwe      |
| IOC Coordination Commission Los Angeles 2028                               | Nicole Hoevertsz                | Aruba         |
| IOC Coordination Commission IV Giochi olimpici giovanili estivi (YOG)      | Kirsty Coventry                 | Zimbabwe      |
| IOC Coordination Commission Milano Cortina 2026                            | Kristin Kloster Aasen           | Norvegia      |
| IOC Coordination Commission Parigi 2024                                    | Pierre-Olivier Beckers-Vieujant | Belgio        |
| IOC Coordination Commission IV Giochi olimpici giovanili invernali (YOG)   | Zhang Hong                      | Cina          |
| IOC Culture and Olympic Heritage Commission                                | Khunying Patama Leeswadtrakul   | Thailandia    |
| IOC Digital and Technology Commission                                      | Gerardo Werthein                | Argentina     |
| IOC Ethics Commission                                                      | Ban Ki-moon                     | Corea del Sud |
| IOC Finance Commission                                                     | Ng Ser Miang                    | Singapore     |
| IOC Members Election Commission                                            | Anna, principessa reale         | Regno Unito   |
| IOC Legal Affairs Commission                                               | John Coates                     | Australia     |
| IOC Marketing Commission                                                   | Jiri Kejval                     | Rep. Ceca     |
| IOC Medical and Scientific Commission                                      | Uğur Erdener                    | Turchia       |
| IOC Olympic Channel Commission                                             | Richard Carrión                 | Porto Rico    |
| IOC Olympic Education Commission                                           | Mikaela Cojuangco Jaworski      | Filippine     |
| IOC Olympic Programme Commission                                           | Karl Stoss                      | Austria       |
| IOC Olympic Solidarity Commission                                          | Robin E. Mitchell               | Figi          |
| IOC Commission for Public Affairs and Social Development Through Sport     | Luis Alberto Moreno             | Colombia      |
| IOC Sport and Active Society Commission                                    | Sari Essayah                    | Finlandia     |
| IOC Sustainability and Legacy Commission                                   | Alberto II di Monaco            | Monaco        |
| IOC Women in Sport Commission                                              | Lydia Nsekera                   | Burundi       |
| IOC Communications Director                                                | Mark Adams                      | Regno Unito   |

### Presidenti

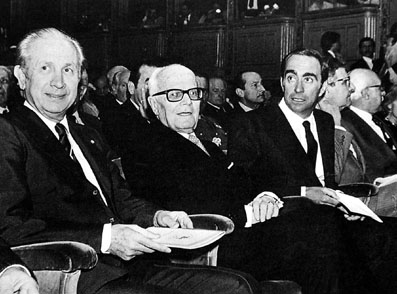
Sandro Pertini all'85ª sessione del CIO, nel 1982

Il presidente del CIO è la massima autorità dell'organizzazione, e presiede a tutte le attività del CIO. Dalla fondazione a oggi il CIO ha avuto nove presidenti:
| Nome                    | Paese       | Presidenza     |
| ----------------------- | ----------- | -------------- |
| Dīmītrios Vikelas       | Grecia      | 1894-1896      |
| Pierre de Coubertin     | Francia     | 1896-1925      |
| Henri de Baillet-Latour | Belgio      | 1925-1942      |
| Sigfrid Edström         | Svezia      | 1946-1952      |
| Avery Brundage          | Stati Uniti | 1952-1972      |
| Michael Morris Killanin | Irlanda     | 1972-1980      |
| Juan Antonio Samaranch  | Spagna      | 1980-2001      |
| Jacques Rogge           | Belgio      | 2001-2013      |
| Thomas Bach             | Germania    | 2013-2025      |
| Kirsty Coventry         | Zimbabwe    | 2025-in carica |

Uno dei presidenti più influenti del CIO è stato Juan Antonio Samaranch. Sotto la sua presidenza, durata vent'anni, i Giochi Olimpici sono cresciuti fino a diventare il più grande evento planetario. Durante l'era Samaranch il CIO ha aperto progressivamente i Giochi agli sponsor, ai media, agli atleti professionisti. Non sono mancati, a questo proposito, le critiche, gli scandali e la corruzione.
Alla fine del suo mandato Thomas Bach è stato nominato Presidente Onorario a vita del CIO, come era avvenuto per il suo predecessore.

### Missioni
La missione del CIO è promuovere l'olimpismo nel mondo e guidare il Movimento Olimpico.
Il ruolo del CIO è:
1. Incoraggiare e supportare la promozione dell'etica nello sport così come l'educazione dei giovani con lo sport e dedicare i suoi sforzi affinché sia assicurato nello sport che il fair play prevalga e la violenza sia bandita
2. Incoraggiare e supportare l'organizzazione, sviluppo e coordinazione dello sport e delle competizioni sportive
3. Assicurare la regolare celebrazione dei Giochi Olimpici
4. Cooperare con organizzazioni pubbliche o private e autorità per sviluppare lo sport per creare luoghi sportivi e promuovervi la pace
5. Muoversi per rinforzare l'unità e proteggere l'indipendenza del movimento olimpico
6. Agire contro ogni forma di discriminazione che riguardi il movimento Olimpico
7. Incoraggiare e supportare la promozione dello sport femminile a tutti i livelli e in tutte le strutture nell'ottica del principio di uguaglianza
8. Combattere il doping nello sport
9. Incoraggiare e sviluppare provvedimenti che difendano la salute dell'atleta
10. Opporsi a qualunque abuso politico e commerciale degli atleti e dello sport
11. Incoraggiare e supportare gli sforzi delle organizzazioni sportive e autorità pubbliche per fornire futuro sociale e professionale agli atleti
12. Incoraggiare e supportare lo sviluppo dello sport per tutti
13. Incoraggiare e supportare un comportamento sostenibile dal punto di vista ambientale, per promuovere uno sviluppo sostenibile dello sport e chiedere che i Giochi Olimpici siano organizzati di conseguenza
14. Promuovere positivi rapporti dai Giochi Olimpici dalle città ospitanti e nazioni ospitanti
15. Incoraggiare e supportare iniziative che coinvolgano cultura ed educazione con lo sport
16. Incoraggiare e supportare attività per la International Olympic Academy (IOA) e altre istituzioni che si dedicano all'educazione olimpica.

### Membri
Per gran parte della sua esistenza il CIO è stato controllato da membri che erano cooptati, cioè selezionati dai membri già eletti. Le nazioni che avevano ospitato i Giochi avevano diritto a due membri, le altre uno o nessuno. Una volta entrati nell'assemblea diventavano non rappresentanti della propria nazione al CIO, ma al contrario, membri del CIO nella rispettiva nazione.
Per lungo tempo i membri di stati reali sono stati scelti per cooptazione, come il Principe Alberto di Monaco, per aver avuto ex-atleti. In questi ultimi dieci anni la composizione del CIO si è però evoluta per dare una migliore rappresentanza al mondo dello sport. I posti di membro sono stati ripartiti specificamente ad atleti, leader delle federazioni internazionali e capi dei Comitati olimpici nazionali.
Il numero totale dei membri non dovrebbe superare i 115. Ogni membro è eletto per otto anni con possibile rielezione.
1. Una maggioranza di membri la cui appartenenza non è legata a specifiche funzioni o uffici; il loro totale non dovrebbe superare i 70 e non dovrebbero essere più di uno per nazione;
2. Atleti in attività, per un massimo di 15, eletti per otto anni dai loro pari durante i Giochi Olimpici;
3. Presidenti o persone che detengono un potere esecutivo all'interno delle federazioni internazionali, loro associazioni o altre organizzazioni riconosciute dal CIO, per un totale di massimo 15;
4. Presidenti o persone che detengono un potere esecutivo o posizione dominante nei comitati olimpici nazionali, per un totale di massimo 15; non ci dovrebbe essere più di un membro per nazione.

L'appartenenza all'assemblea del CIO termina in questi casi:
1. Dimissioni: possibile in qualunque momento con dichiarazione scritta al Presidente
2. Non rielezione
3. Limite d'età: alla fine dell'anno solare in cui il membro raggiunge gli 80 anni
4. Mancata partecipazione alle sessioni o a essere parte attiva dei lavori del CIO per due anni consecutivi
5. Trasferimento di domicilio o del principale centro di interesse a una nazione diversa da quella del momento dell'elezione
6. Membro eletto in qualità di atleta in attività che cessa di essere membro della commissione CIO degli atleti
7. Presidenti e persone che detengono un ruolo prominente o esecutivo all'interno dei comitati olimpici nazionali o continentali, federazioni, associazioni o altre organizzazioni riconosciute dal CIO cessano di essere membri una volta che cessano di esercitare la funzione che stavano svolgendo al momento dell'elezione
8. Espulsione: può avvenire su decisione della sessione per scorrettezze compiute dal membro.

## Organizzazione

### La sessione del CIO
La Sessione è l'assemblea generale dei membri del CIO, che si tiene una volta all'anno; il voto è nominale. La sessione è l'organo supremo decisionale del comitato e le competono le scelte finali.
Una sessione straordinaria potrebbe essere indetta su richiesta del presidente o di almeno un terzo dei componenti.
Fra gli altri, i poteri dell'assemblea sono:
- Adottare o emendare la Carta Olimpica;
- Eleggere i membri del CIO, il presidente onorario e i membri onorari;
- Eleggere il presidente, i vice-presidenti e tutti gli altri membri del comitato esecutivo;
- Eleggere la città che deve ospitare i Giochi.

### Il comitato esecutivo
Il comitato esecutivo del CIO è formato dal Presidente, quattro Vice-Presidenti e altri dieci membri. Tutti i membri del comitato sono eletti dalla sessione con votazione segreta, per maggioranza. Il comitato esecutivo si assume la responsabilità generale sull'amministrazione del CIO e la gestione dei suoi affari.
La sessione del CIO elegge, con ballottaggio segreto, il presidente del CIO fra i suoi membri, per una durata di otto anni, rinnovabile una volta per altri quattro anni. Il presidente in carica al momento è Kirsty Coventry, che nel 2025 è stata eletta per il suo primo mandato presidenziale. Il presidente rappresenta il CIO nelle occasioni ufficiali e presiede tutte le sue attività. L'ex presidente Juan Antonio Samaranch, deceduto a Barcellona il 21 aprile 2010, fu eletto "Presidente Onorario a vita".

### Organizzazioni controllate
- Olympic Foundation (Losanna, Svizzera)
  - IOC Television and Marketing Services S.A. (Losanna, Svizzera)
    - The Olympic Partner Programme (Losanna, Svizzera)

  - Olympic Broadcasting Services S.A. (Losanna, Svizzera)
    - Olympic Broadcasting Services S.L. (Madrid, Spagna)

  - Olympic Channel Services S.A. (Losanna, Svizzera)
    - Olympic Channel Services S.L. (Madrid, Spagna)
- Olympic Foundation for Culture and Heritage (Losanna, Svizzera)
  - BARBARINO Naples Heritage Management
  - Olympic Studies Centre
  - Olympic Museum
  - International Programmes for Arts, Culture and Education
- Olympic Solidarity (Losanna, Svizzera)

## Onorificenze
In aggiunta alle medaglie olimpiche per gli atleti, il CIO assegna altre onorificenze:
- il Trofeo del Presidente del CIO è il principale premio sportivo ed è assegnato ad atleti che hanno eccelso nel proprio sport con una straordinaria carriera e con un memorabile impatto sulla propria disciplina;
- la Medaglia Pierre de Coubertin è assegnata ad atleti che abbiano dimostrato un grande spirito sportivo in occasione dei Giochi Olimpici;
- la Coppa olimpica è consegnata a istituzioni o associazioni per merito e integrità nello sviluppo attivo del Movimento Olimpico;
- l'Ordine olimpico è attribuito a individui per essersi particolarmente distinti nel loro contributo al Movimento Olimpico.

## I film ufficiali dei Giochi olimpici
Nel maggio 2000 il CIO ha annunciato di avere acquisito i diritti di oltre 20.000 ore di materiale video realizzate fra Londra 1908 e Nagano 1998 sui Giochi olimpici. Il Comitato ha altresì comunicato la notizia dell'attivazione di un sito internet ufficiale, nonché di aver comprato i diritti dei precedenti film ufficiali dei Giochi, da Olympia del 1936 ai film di Bud Greenspan, pertanto nella raccolta sono incluse le seguenti pellicole:
- Filmati amatoriali dei Giochi di Berlino 1936;
- Il film ufficiale di Melbourne 1956;
- Il film ufficiale di Messico 1968;
- Il film ufficiale di Monaco 1972 (Visions of Eight);
- I film di Bud Greenspan sulle Olimpiadi del 1984, 1988, 1992 e 1996;
- La completa collezione di Pathé newsreel archives.

## Sponsor attuali
- Airbnb
- Atos
- Bridgestone
- Dow Chemical
- General Electric Company
- Omega
- Panasonic
- Procter & Gamble
- Samsung
- The Coca-Cola Company
- Toyota
- Visa